# Телишев, Вадим Вячеславович
Вадим Вячеславович Телишев (9 июня 1921, Тобольск — 21 августа 1997, Новосибирск) — советский и российский скульптор, заслуженный художник РСФСР, член Союза художников СССР (1958).

## Биография
Родился 9 июня 1921 года в Тобольске.
С 1939 по 1949 год обучался в Московском институте прикладного и декаративного искусства.
Принимал участие в Великой Отечественной войне (1942—1945).
В 1949—1963 годах работал во Львовском институте прикладного и декоративного искусства.
В 1963 году переехал в Новосибирск, в этом же году получил звание доцента кафедры скульптуры.
В 1963—1976 годах работал преподавателем в Сибстрине, в 1976—1977 и 1986—1997 — в НГПИ (художественно-графический факультет).
С 1995 года занимал должность профессора кафедры изобразительных искусств художественно-графического факультета НГПУ.
Похоронен на Заельцовском кладбище Новосибирска (квартал 71).

## Выставки
Персональные выставки в Новосибирской картинной галерее в 1971 и 1995 годах, а также в залах Союза художника (1982, 1991).

## Работы

### Новосибирск
- памятник Ф. Дзержинскому на площади возле одноимённого парка (1974);

### Юрга
- памятник Ленину (1974);
- памятник Пушкину (1978);
- памятник Маяковскому (1979).